# Sezonul de Formula 1 din 2025
Campionatul Mondial de Formula 1 din 2025 este cel de-al 79-lea sezon al curselor auto pentru mașinile de Formula 1, recunoscut de organismul de conducere al sportului internațional, Federația Internațională de Automobilism, ca fiind competiția de cea mai înaltă clasă pentru mașinile de curse. Include cea de-a 76-a ediție a Campionatului Mondial al Piloților, și a 68-a ediție a Campionatului Mondial al Constructorilor. Sezonul este programat să se dispute pe parcursul a douăzeci și patru de curse, începând cu Marele Premiu al Australiei pe 16 martie și terminându-se cu Marele Premiu de la Abu Dhabi pe 7 decembrie.
Sezonul 2025 este ultimul an în care se va utiliza configurația unității de putere introdusă în 2014. O configurație revizuită fără componenta MGU-H, dar cu o putere mai mare a MGU-K va fi introdusă pentru campionatul din 2026. Max Verstappen este campionul în exercițiu al piloților, iar McLaren-Mercedes este campioana en-titre la constructori.
Acesta este ultimul an al generației de mașini introduse în 2022 și ultimul an al sistemului de reducere a rezistenței la înaintare (DRS) introdus ca ajutor la depășire în 2011, deoarece mașinile cu aerodinamică activă și aripi mobile vor fi introduse din 2026. Acesta este, de asemenea, ultimul an în care Renault participă în acest sport, deoarece va înceta producția de motoare pentru echipa Alpine după acest sezon.

## Piloții și echipele înscrise în campionat
Următorii constructori și piloți sunt sub contract pentru a participa în Campionatul Mondial din 2025. Toate echipele concurează cu anvelopele furnizate de Pirelli.
| Concurent                          | Constructor         | Unitate de putere   | Șasiu    | Piloți  | Piloți                                    | Piloți      |
| Concurent                          | Constructor         | Unitate de putere   | Șasiu    | Nr.     | Numele pilotului                          | Etape       |
| ---------------------------------- | ------------------- | ------------------- | -------- | ------- | ----------------------------------------- | ----------- |
| McLaren Formula 1 Team             | McLaren             | Mercedes-AMG F1 M16 | MCL39    | 4 81    | Lando Norris Oscar Piastri                | 1-6         |
| Scuderia Ferrari HP                | Ferrari             | Ferrari 066/12      | SF-25    | 16 44   | Charles Leclerc Lewis Hamilton            | 1-6         |
| Oracle Red Bull Racing             | Red Bull Racing     | Honda RBPTH002      | RB21     | 1 30 22 | Max Verstappen Liam Lawson Yuki Tsunoda   | 1-6 1-2 3-6 |
| Mercedes-AMG PETRONAS F1 Team      | Mercedes            | Mercedes-AMG F1 M16 | F1 W16   | 12 63   | Kimi Antonelli George Russell             | 1-6         |
| Aston Martin Aramco F1 Team        | Aston Martin Aramco | Mercedes-AMG F1 M16 | AMR25    | 14 18   | Fernando Alonso Lance Stroll              | 1-6         |
| BWT Alpine F1 Team                 | Alpine              | Renault E-Tech RE25 | A525     | 7 10 43 | Jack Doohan Pierre Gasly Franco Colapinto | 1-6 TBC     |
| MoneyGram Haas F1 Team             | Haas                | Ferrari 066/12      | VF-25    | 31 87   | Esteban Ocon Oliver Bearman               | 1-6         |
| Visa Cash App Racing Bulls F1 Team | Racing Bulls        | Honda RBPTH002      | VCARB 02 | 6 22 30 | Isack Hadjar Yuki Tsunoda Liam Lawson     | 1-6 1-2 3-6 |
| Atlassian Williams Racing          | Williams            | Mercedes-AMG F1 M16 | FW47     | 23 55   | Alexander Albon Carlos Sainz Jr.          | 1-6         |
| Stake F1 Team Kick Sauber          | Kick Sauber         | Ferrari 066/12      | C45      | 5 27    | Gabriel Bortoleto Nico Hülkenberg         | 1-6         |
| Surse:                             |                     |                     |          |         |                                           |             |

### Schimbări la echipe
RB a încetat să mai folosească inițialele și s-a înscris ca Racing Bulls, schimbându-și titlul de echipă și constructor.

### Schimbări la piloți
Lewis Hamilton a părăsit Mercedes după douăsprezece sezoane pentru a se alătura echipei Ferrari, punând capăt seriei sale record de cele mai multe sezoane consecutive în care a pilotat pentru un singur constructor. De asemenea, concurează în primul său sezon fără un motor Mercedes-Benz. El l-a înlocuit pe Carlos Sainz Jr., care a plecat după patru sezoane pentru a se alătura echipei Williams pe un contract multianual. Sainz trebuia inițial să îl înlocuiască pe Logan Sargeant, dar Sargeant a fost înlocuit de Franco Colapinto la jumătatea sezonului 2024. Hamilton a fost înlocuit de juniorul Mercedes Kimi Antonelli, care a fost promovat din Formula 2.
Haas aliniază o echipă complet nouă în 2025; Nico Hülkenberg a părăsit echipa după două sezoane pentru a pilota pentru Sauber, cu care a concurat ultima dată în 2013. El a fost înlocuit de pilotul de rezervă Oliver Bearman, care a venit din Formula 2, după ce a concurat în Marele Premiu al Arabiei Saudite din 2024 pentru Ferrari și în Marile Premii ale Azerbaidjanului și São Paulo din 2024 pentru Haas. Kevin Magnussen a părăsit și el echipa după șapte sezoane în două perioade. El a fost înlocuit de Esteban Ocon, care a părăsit Alpine după cinci sezoane petrecute cu echipa din Enstone. Ocon a fost înlocuit de pilotul de rezervă Jack Doohan, care a concurat deja pentru echipă în Marele Premiu de la Abu Dhabi din 2024. Valtteri Bottas și Zhou Guanyu au părăsit Sauber după trei ani. Locul vacant de lângă Hülkenberg a fost ocupat de Gabriel Bortoleto, un alt pilot de Formula 2.
Sergio Pérez a părăsit Red Bull Racing după încheierea sezonului 2024, în ciuda unui contract anunțat anterior până în 2026. El a fost înlocuit de Liam Lawson, care a fost promovat de la RB după ce a concurat în cinci Mari Premii în 2023 și șase Mari Premii în 2024. Pilotul de rezervă al Red Bull Racing și pilotul de Formula 2 Isack Hadjar a fost promovat la Racing Bulls alături de Yuki Tsunoda.

#### Schimbări în timpul sezonului
După Marele Premiu al Chinei, Liam Lawson a fost retrogradat la Racing Bulls, iar Yuki Tsunoda a fost promovat la Red Bull Racing începând cu Marele Premiu al Japoniei.
După Marele Premiu de la Miami, Jack Doohan a fost retrogradat la rolul de pilot de rezervă pentru Alpine. Locul său a fost luat de fostul pilot de rezervă Franco Colapinto, pe baza unui „sistem de rotație”, acesta din urmă urmând să debuteze la Marele Premiu al Emiliei-Romagna și să concureze pentru echipă până la Marele Premiu al Austriei. Colapinto a condus anterior pentru Williams în nouă Mari Premii în 2024.

## Calendar

Națiunile care au contract să găzduiască curse de Formula 1 în 2025 sunt arătate în verde. Națiunile care au găzduit curse de Formula 1 în trecut sunt arătate în gri închis

Următoarele douăzeci și patru de Mari Premii sunt programate să aibă loc în 2025, aceleași ca în sezonul precedent. Marile Premii din China, Miami, Belgia, Statele Unite, São Paulo și Qatar sunt programate să utilizeze formatul sprint.
| 1.                                                | 2.                                                | 3.                                              | 4.                                                   |
| ------------------------------------------------- | ------------------------------------------------- | ----------------------------------------------- | ---------------------------------------------------- |
| Marele Premiu al Australiei 14-16 martie          | Marele Premiu al Chinei 21-23 martie              | Marele Premiu al Japoniei 4-6 aprilie           | Marele Premiu al Bahrainului 11-13 aprilie           |
| Albert Park (S)                                   | Shanghai (P)                                      | Suzuka (P)                                      | Bahrain (P)                                          |
| 5.                                                | 6.                                                | 7.                                              | 8.                                                   |
| Marele Premiu al Arabiei Saudite 18-20 aprilie    | Marele Premiu de la Miami 2-4 mai                 | Marele Premiu al Emiliei-Romagna 16-18 mai      | Marele Premiu al Principatului Monaco 23-25 mai      |
| Djedda Corniche (S)                               | Miami (S)                                         | Imola (P)                                       | Monaco (S)                                           |
| 9.                                                | 10.                                               | 11.                                             | 12.                                                  |
| Marele Premiu al Spaniei 30 mai-1 iun             | Marele Premiu al Canadei 13-15 iunie              | Marele Premiu al Austriei 27-29 iunie           | Marele Premiu al Marii Britanii 4-6 iulie            |
| Catalunya (P)                                     | Gilles Villeneuve (S)                             | Red Bull Ring (P)                               | Silverstone (P)                                      |
| 13.                                               | 14.                                               | 15.                                             | 16.                                                  |
| Marele Premiu al Belgiei 25-27 iulie              | Marele Premiu al Ungariei 1-3 august              | Marele Premiu al Țărilor de Jos 29-31 august    | Marele Premiu al Italiei 5-7 septembrie              |
| Spa-Francorchamps (P)                             | Hungaroring (P)                                   | Zandvoort (P)                                   | Monza (P)                                            |
| 17.                                               | 18.                                               | 19.                                             | 20.                                                  |
| Marele Premiu al Azerbaidjanului 19-21 septembrie | Marele Premiu al statului Singapore 3-5 octombrie | Marele Premiu al Statelor Unite 17-19 octombrie | Marele Premiu de la Ciudad de México 24-26 octombrie |
| Baku (S)                                          | Marina Bay (S)                                    | Americilor (P)                                  | Hermanos Rodríguez (P)                               |
| 21.                                               | 22.                                               | 23.                                             | 24.                                                  |
| Marele Premiu de la São Paulo 7-9 noiembrie       | Marele Premiu al Las Vegasului 20-22 noiembrie    | Marele Premiu al Qatarului 28-30 noiembrie      | Marele Premiu de la Abu Dhabi 5-7 decembrie          |
| Interlagos (P)                                    | Las Vegas (S)                                     | Lusail (P)                                      | Yas Marina (P)                                       |
| (P) - pistă; (S) - stradă. Sursa:                 |                                                   |                                                 |                                                      |

### Schimbări la calendar
Marele Premiu al Australiei este planificat să găzduiască cursa de deschidere a sezonului 2025 pentru prima dată din 2019. Marele Premiu al Australiei a fost a treia etapă în ultimele trei sezoane, după Marile Premii din Bahrain și Arabia Saudită, aceste evenimente fiind decalate în 2025 pentru a evita un conflict cu Ramadanul. Marele Premiu al Rusiei a fost sub contract pentru a fi inclus în calendarul din 2025. Cu toate acestea, contractul a fost reziliat în 2022 ca răspuns la invazia Rusiei în Ucraina.

## Modificări ale reglementărilor

### Reglementări tehnice

#### Modificări ale greutății minime
Greutatea minimă admisă a pilotului a fost mărită de la 80 de kilograme la 82 de kilograme). Drept urmare, greutatea minimă totală a mașinii fără combustibil a crescut, de asemenea, de la 798 kilograme la 800 kilograme. Schimbarea a fost făcută în interesul bunăstării piloților, în special pentru cei mai înalți și mai grei.

#### Răcirea pilotului
Un kit de răcire pentru pilot a fost introdus pentru 2025. Sistemul va fi impus de FIA doar în condiții de căldură extremă, greutatea minimă a mașinilor urmând să crească în mod corespunzător atunci când este cazul. Acest lucru este menit să evite repetarea supraîncălzirii piloților, observată la Marele Premiu al Qatarului din 2023. Atunci când FIA preconizează o temperatură de peste 30,5 °C, va fi declarat un „pericol de căldură”. Acest lucru va impune echipelor să echipeze piloții cu sistemele lor de răcire, iar greutatea minimă va fi mărită cu 5 kilograme pentru a compensa echipamentul.

#### Parametri DRS
Spațiile dintre cele două moduri ale DRS pentru aripa spate au fost modificate, spațiul minim fiind redus. Acesta a fost micșorat de la 10-15 milimetri la 9,4-13 milimetri; limita superioară rămâne la 85 milimetri cu DRS deschis. FIA a înăsprit, de asemenea, regulile privind modurile DRS, stabilind că trebuie să existe doar două poziții și că încheierea aplicării DRS trebuie să readucă aripa exact până la modul inițial definit.

### Reglementări sportive

#### Punctul pentru cel mai rapid tur
Punctul acordat piloților pentru stabilirea celui mai rapid tur și care termină în primele zece poziții în cursă, care a fost reintrodus în 2019, a fost eliminat.

#### Cerințele privind antrenamentele libere pentru tineri piloți
Cerințele pentru alinierea unui pilot tânăr în timpul antrenamentelor libere au crescut de la o dată pe sezon per mașină la de două ori pe sezon per mașină.

#### Testarea mașinilor anterioare
Regulamentul sportiv a înăsprit restricțiile privind testarea mașinilor anterioare (TPC). Astfel, a fost impusă o limită de douăzeci de zile pentru TPC, iar piloții care concurează în campionat vor avea voie să parcurgă doar maximum 1.000 de kilometri în patru zile de teste. Testele vor fi permise numai pe circuite care au figurat în calendar în anul curent sau în anul precedent. Cu toate acestea, testele nu sunt permise pe circuite care vor găzdui o cursă în termen de șaizeci de zile de la test și nici „dacă se consideră, la discreția FIA, că circuitul a suferit modificări semnificative” de la ultima cursă de Formula 1.

#### Contingențe în calificări
Regulamentele sportive includ dispoziții specifice privind modul de stabilire a grilelor de start pentru sprinturi și Marile Premii în cazul în care calificările pentru aceste sesiuni sunt anulate. Grila de start va fi stabilită în funcție de clasamentul campionatului piloților. Anterior, stabilirea ordinii grilei de start în cazul în care o sesiune de calificări nu putea avea loc era lăsată exclusiv la latitudinea comisarilor sportivi. În cazul în care clasamentul campionatului piloților nu poate fi aplicat pentru a determina ordinea pe grila de start, aceasta rămâne în continuare la latitudinea comisarilor de curse.

#### Formarea grilei de start
Protocolul de formare a grilei de start atunci când unele mașini nu ajung la startul unei curse a fost modificat în urma retragerii unor mașinii înainte de startul Marelui Premiu de la São Paulo din 2024. Grila finală va fi acum stabilită cu o oră înainte de startul cursei. Mașinile care sunt retrase cu până la 75 de minute înainte de start nu vor fi incluse în grila finală, iar mașinile din spatele lor vor avansa toate pozițiile corespunzătoare.

## Presezon
Pentru prima dată în istoria acestui sport, toate echipele au luat parte la un eveniment colectiv de lansare a sezonului la Arena O2 din Londra, pe 18 februarie 2025, unde echipele și-au dezvăluit schemele de culori de pe mașini pentru acest sezon.
Un singur test de presezon a avut loc pe Circuitul Internațional Bahrain din Sakhir în perioada 26-28 februarie. Doar primele cinci locuri sunt prezentate în clasamente.
| Poz. | Nr. | Pilot            | Constructor                | Timp     | Tururi |
| ---- | --- | ---------------- | -------------------------- | -------- | ------ |
| 1    | 4   | Lando Norris     | McLaren-Mercedes           | 1:30,430 | 52     |
| 2    | 63  | George Russell   | Mercedes                   | +0,157   | 70     |
| 3    | 1   | Max Verstappen   | Red Bull Racing-Honda RBPT | +0,244   | 74     |
| 4    | 16  | Charles Leclerc  | Ferrari                    | +0,448   | 71     |
| 5    | 55  | Carlos Sainz Jr. | Williams-Mercedes          | +0,525   | 68     |

| Poz. | Nr. | Pilot            | Constructor       | Timp     | Tururi |
| ---- | --- | ---------------- | ----------------- | -------- | ------ |
| 1    | 55  | Carlos Sainz Jr. | Williams-Mercedes | 1:29,348 | 126    |
| 2    | 44  | Lewis Hamilton   | Ferrari           | +0,031   | 45     |
| 3    | 16  | Charles Leclerc  | Ferrari           | +0,083   | 83     |
| 4    | 63  | George Russell   | Mercedes          | +0,43    | 70     |
| 5    | 12  | Kimi Antonelli   | Mercedes          | +0,436   | 87     |

| Poz. | Nr. | Pilot           | Constructor                | Timp     | Tururi |
| ---- | --- | --------------- | -------------------------- | -------- | ------ |
| 1    | 63  | George Russell  | Mercedes                   | 1:29,545 | 91     |
| 2    | 1   | Max Verstappen  | Red Bull Racing-Honda RBPT | +0,021   | 81     |
| 3    | 23  | Alexander Albon | Williams-Mercedes          | +0,105   | 136    |
| 4    | 81  | Oscar Piastri   | McLaren-Mercedes           | +0,395   | 84     |
| 5    | 10  | Pierre Gasly    | Alpine-Renault             | +0,495   | 83     |

## Pneuri
| MP  | C1 | C2 | C3 | C4 | C5 |
| --- | -- | -- | -- | -- | -- |
| AUS |    |    | H  | M  | S  |
| CHN |    | H  | M  | S  |    |
| JPN | H  | M  | S  |    |    |
| BHR | H  | M  | S  |    |    |
| SAU |    |    | H  | M  | S  |
| MIA |    |    | H  | M  | S  |

| C1     |                 | Dur (Alb)       | Does not appear | Does not appear     | Does not appear     | Does not appear     | Uscat                | 1   | 5   |
| C2     |                 | Dur (Alb)       | Mediu (Galben)  | Does not appear     | Does not appear     | 2                   | Uscat                | 4   |     |
| C3     |                 | Dur (Alb)       | Mediu (Galben)  | Moale (Roșu)        | 3                   | 3                   | Uscat                |     |     |
| C4     | Does not appear | Does not appear | Mediu (Galben)  | Moale (Roșu)        | 4                   | 2                   | Uscat                |     |     |
| C5     | Does not appear | Does not appear | Does not appear | Does not appear     | 5                   | 1                   | Uscat                |     |     |
| –      |                 |                 |                 | Intermediar (Verde) | Intermediar (Verde) | Intermediar (Verde) | Umed (Ploaie ușoară) | N/A | N/A |
| –      |                 |                 |                 | Umed (Albastru)     | Umed (Albastru)     | Umed (Albastru)     | Umed (Ploaie)        | N/A | N/A |
| Sursa: |                 |                 |                 |                     |                     |                     |                      |     |     |

## Rezultate și clasamente

### Marile Premii
| Etapa | Mare Premiu                | Pole position   | Cel mai rapid tur | Pilotul câștigător | Constructorul câștigător   | Raport | Lider | Lider |
| Etapa | Mare Premiu                | Pole position   | Cel mai rapid tur | Pilotul câștigător | Constructorul câștigător   | Raport | Pilot | Dif.  |
| ----- | -------------------------- | --------------- | ----------------- | ------------------ | -------------------------- | ------ | ----- | ----- |
| 1     | MP al Australiei           | Lando Norris    | Lando Norris      | Lando Norris       | McLaren-Mercedes           | Raport | NOR   | 7     |
| 2     | MP al Chinei               | Oscar Piastri   | Lando Norris      | Oscar Piastri      | McLaren-Mercedes           | Raport | NOR   | 8     |
| 3     | MP al Japoniei             | Max Verstappen  | Kimi Antonelli    | Max Verstappen     | Red Bull Racing-Honda RBPT | Raport | NOR   | 1     |
| 4     | MP al Bahrainului          | Oscar Piastri   | Oscar Piastri     | Oscar Piastri      | McLaren-Mercedes           | Raport | NOR   | 3     |
| 5     | MP al Arabiei Saudite      | Max Verstappen  | Lando Norris      | Oscar Piastri      | McLaren-Mercedes           | Raport | PIA   | 10    |
| 6     | MP de la Miami             | Max Verstappen  | Lando Norris      | Oscar Piastri      | McLaren-Mercedes           | Raport | PIA   | 16    |
| 7     | MP al Emiliei-Romagna      | Oscar Piastri   | Max Verstappen    | Max Verstappen     | Red Bull Racing-Honda RBPT | Raport |       |       |
| 8     | MP al Principatului Monaco | Lando Norris    | Lando Norris      | Lando Norris       | McLaren-Mercedes           | Raport |       |       |
| 9     | MP al Spaniei              | Oscar Piastri   | Oscar Piastri     | Oscar Piastri      | McLaren-Mercedes           | Raport |       |       |
| 10    | MP al Canadei              | George Russell  | George Russell    | George Russell     | Mercedes                   | Raport |       |       |
| 11    | MP al Austriei             | Lando Norris    | Oscar Piastri     | Lando Norris       | McLaren-Mercedes           | Raport |       |       |
| 12    | MP al Marii Britanii       | Max Verstappen  | Oscar Piastri     | Lando Norris       | McLaren-Mercedes           | Raport |       |       |
| 13    | MP al Belgiei              | Lando Norris    | Kimi Antonelli    | Oscar Piastri      | McLaren-Mercedes           | Raport |       |       |
| 14    | MP al Ungariei             | Charles Leclerc | George Russell    | Lando Norris       | McLaren-Mercedes           | Raport |       |       |
| 15    | MP al Țărilor de Jos       |                 |                   |                    |                            | Raport |       |       |
| 16    | MP al Italiei              |                 |                   |                    |                            | Raport |       |       |
| 17    | MP al Azerbaidjanului      |                 |                   |                    |                            | Raport |       |       |
| 18    | MP al statului Singapore   |                 |                   |                    |                            | Raport |       |       |
| 19    | MP al Statelor Unite       |                 |                   |                    |                            | Raport |       |       |
| 20    | MP de la Ciudad de México  |                 |                   |                    |                            | Raport |       |       |
| 21    | MP de la São Paulo         |                 |                   |                    |                            | Raport |       |       |
| 22    | MP al Las Vegasului        |                 |                   |                    |                            | Raport |       |       |
| 23    | MP al Qatarului            |                 |                   |                    |                            | Raport |       |       |
| 24    | MP de la Abu Dhabi         |                 |                   |                    |                            | Raport |       |       |

### Sistemul de punctaj
Punctele au fost acordate primilor zece piloți care termină în fiecare cursă, folosind următoarea structură:
| Loc         | 1  | 2  | 3  | 4  | 5  | 6 | 7 | 8 | 9 | 10 |
| ----------- | -- | -- | -- | -- | -- | - | - | - | - | -- |
| Mare Premiu | 25 | 18 | 15 | 12 | 10 | 8 | 6 | 4 | 2 | 1  |
| Sprint      | 8  | 7  | 6  | 5  | 4  | 3 | 2 | 1 |   |    |

Pentru a obține toate punctele, câștigătorul cursei trebuie să termine cel puțin 75% din distanța programată. Dacă câștigătorul cursei va realiza mai puțin de 75% din distanță, cu condiția terminării a cel puțin două tururi complete, va fi folosit un set de puncte în funcție de distanța parcursă până la suspendarea cursei. În cazul de egalitate la încheierea campionatului, se va folosi un sistem de numărătoare, cel mai bun rezultat fiind folosit pentru a decide clasamentul final.
Note
- ^1 - În cazul în care nu vor fi încheiate două tururi complete, nu se va acorda niciun punct și cursa va fi abandonată.
- ^2 - Dacă au fost parcurse mai mult de două tururi, dar mai puțin de 25% din distanța programată a cursei, punctele vor fi acordate primilor 5 piloți pe o bază de 6–4–3–2–1. Dacă 25%–50% din distanța programată a cursei a fost parcursă, punctele vor fi acordate pe o bază de 13–10–8–6–5–4–3–2–1 primilor 9 piloți. Dacă 50%–75% din distanța programată a cursei a fost parcursă, punctele vor fi acordate pe o bază de 19–14–12–9–8–6–5–3–2–1 primilor 10 piloți.
- ^3 - În cazul în care doi sau mai mulți piloți au realizat același cel mai bun rezultat de un număr egal de ori, se va folosi următorul cel mai bun rezultat.[58]

### Clasamentul Campionatului Mondial al Piloților
| Poz. | Pilot             | Nr. | AUS  | CHN§ | JPN | BHR  | SAU | MIA§ | EMR | MCO  | ESP  | CAN  | AUT | GBR | BEL§ | HUN | NLD | ITA | AZE | SGP | USA§ | CMX | SAP§ | LVG | QAT§ | ABU | Pct.   |
| Poz. | Pilot             | Nr. |      |      |     |      |     |      |     |      |      |      |     |     |      |     |     |     |     |     |      |     |      |     |      |     | Pct.   |
| ---- | ----------------- | --- | ---- | ---- | --- | ---- | --- | ---- | --- | ---- | ---- | ---- | --- | --- | ---- | --- | --- | --- | --- | --- | ---- | --- | ---- | --- | ---- | --- | ------ |
| 1    | Oscar Piastri     | 81  | 9    | 21P  | 3   | 1P R | 1   | 21   | 3P  | 3    | 1P R | 4    | 2R  | 2R  | 21   | 2   |     |     |     |     |      |     |      |     |      |     | 284    |
| 2    | Lando Norris      | 4   | 1P R | 82R  | 2   | 3    | 4R  | 12R  | 2   | 1P R | 2    | 18   | 1P  | 1   | 32P  | 1   |     |     |     |     |      |     |      |     |      |     | 275    |
| 3    | Max Verstappen    | 1   | 2    | 34   | 1P  | 6    | 2P  | 4P   | 1R  | 4    | 10   | 2    | Ab  | 5P  | 14   | 9   |     |     |     |     |      |     |      |     |      |     | 187    |
| 4    | George Russell    | 63  | 3    | 43   | 5   | 2    | 5   | 43   | 7   | 11   | 4    | 1P R | 5   | 10  | 5    | 3R  |     |     |     |     |      |     |      |     |      |     | 172    |
| 5    | Charles Leclerc   | 16  | 8    | 5DSC | 4   | 4    | 3   | 7    | 6   | 2    | 3    | 5    | 3   | 14  | 43   | 4P  |     |     |     |     |      |     |      |     |      |     | 151    |
| 6    | Lewis Hamilton    | 44  | 10   | 1DSC | 7   | 5    | 7   | 38   | 4   | 5    | 6    | 6    | 4   | 4   | 7    | 12  |     |     |     |     |      |     |      |     |      |     | 109    |
| 7    | Kimi Antonelli    | 12  | 4    | 76   | 6R  | 11   | 6   | 76   | Ab  | 18   | Ab   | 3    | Ab  | Ab  | 16R  | 10  |     |     |     |     |      |     |      |     |      |     | 64     |
| 8    | Alexander Albon   | 23  | 5    | 7    | 9   | 12   | 9   | 5    | 5   | 9    | Ab   | Ab   | Ab  | 8   | 6    | 15  |     |     |     |     |      |     |      |     |      |     | 54     |
| 9    | Nico Hülkenberg   | 27  | 7    | 15   | 16  | DSC  | 15  | 14   | 12  | 16   | 5    | 8    | 9   | 3   | 12   | 13  |     |     |     |     |      |     |      |     |      |     | 37     |
| 10   | Esteban Ocon      | 31  | 13   | 5    | 18  | 8    | 14  | 12   | Ab  | 7    | 16   | 9    | 10  | 13  | 515  | 16  |     |     |     |     |      |     |      |     |      |     | 27     |
| 11   | Fernando Alonso   | 14  | Ab   | Ab   | 11  | 15   | 11  | 15   | 11  | Ab   | 9    | 7    | 7   | 9   | 17   | 5   |     |     |     |     |      |     |      |     |      |     | 26     |
| 12   | Lance Stroll      | 18  | 6    | 9    | 20  | 17   | 16  | 516  | 15  | 15   | NS   | 17   | 14  | 7   | 14   | 7   |     |     |     |     |      |     |      |     |      |     | 26     |
| 13   | Isack Hadjar      | 6   | NS   | 11   | 8   | 13   | 10  | 11   | 9   | 6    | 7    | 16   | 12  | Ab  | 820  | 11  |     |     |     |     |      |     |      |     |      |     | 22     |
| 14   | Pierre Gasly      | 10  | 11   | DSC  | 13  | 7    | Ab  | 813  | 13  | Ab   | 8    | 15   | 13  | 6   | 10   | 19  |     |     |     |     |      |     |      |     |      |     | 20     |
| 15   | Liam Lawson       | 30  | Ab   | 12   | 17  | 16   | 12  | Ab   | 14  | 8    | 11   | Ab   | 6   | Ab  | 8    | 8   |     |     |     |     |      |     |      |     |      |     | 20     |
| 16   | Carlos Sainz Jr.  | 55  | Ab   | 10   | 14  | Ab   | 8   | 9    | 8   | 10   | 14   | 10   | NS  | 12  | 618  | 14  |     |     |     |     |      |     |      |     |      |     | 16     |
| 17   | Gabriel Bortoleto | 5   | Ab   | 14   | 19  | 18   | 18  | Ab   | 18  | 14   | 12   | 14   | 8   | Ab  | 9    | 6   |     |     |     |     |      |     |      |     |      |     | 14     |
| 18   | Yuki Tsunoda      | 22  | 12   | 616  | 12  | 9    | Ab  | 610  | 10  | 17   | 13   | 12   | 16  | 15  | 13   | 17  |     |     |     |     |      |     |      |     |      |     | 10     |
| 19   | Oliver Bearman    | 87  | 14   | 8    | 10  | 10   | 13  | Ab   | 17  | 12   | 17   | 11   | 11  | 11  | 711  | Ab  |     |     |     |     |      |     |      |     |      |     | 8      |
| 20   | Franco Colapinto  | 43  |      |      |     |      |     |      | 16  | 13   | 15   | 13   | 15  | NS  | 19   | 18  |     |     |     |     |      |     |      |     |      |     | 0      |
| 21   | Jack Doohan       | 7   | Ab   | 13   | 15  | 14   | 17  | Ab   |     |      |      |      |     |     |      |     |     |     |     |     |      |     |      |     |      |     | 0      |
| Poz. | Pilot             | Nr. | AUS  | CHN§ | JPN | BHR  | SAU | MIA§ | EMR | MCO  | ESP  | CAN  | AUT | GBR | BEL§ | HUN | NLD | ITA | AZE | SGP | USA§ | CMX | SAP§ | LVG | QAT§ | ABU | Puncte |

| Legendă      | Legendă                                                |
| Culoare      | Rezultat                                               |
| ------------ | ------------------------------------------------------ |
| Auriu        | Câștigător                                             |
| Argintiu     | Locul 2                                                |
| Bronz        | Locul 3                                                |
| Verde        | Alte locuri care punctează                             |
| Albastru     | Alte locuri                                            |
| Albastru     | Nu s-a clasat, dar a terminat cursa (NC)               |
| Purpuriu     | A abandonat cursa (Ab)                                 |
| Negru        | Descalificat (DSC)                                     |
| Alb          | Nu a luat startul (NS)                                 |
| Roșu         | Nu s-a calificat (NSC)                                 |
| Fără culoare | Retras înainte de calificări (Ret)                     |
| Fără culoare | Exclus (EX)                                            |
| Fără culoare | Nu a participat (celulă goală)                         |
| Adnotare     | Însemnătate                                            |
| P            | Pole position                                          |
| R            | Cel mai rapid tur                                      |
| 1            | Poziția finală în cursa sprint                         |
| *            | Nu a terminat, dar a parcurs mai mult de 90% din cursă |

Notă:
- § – Cursele sprint vor avea loc în cadrul a șase Mari Premii din sezon: China, Miami, Belgia, Statele Unite, São Paulo și Qatar.

### Clasamentul Campionatului Mondial al Constructorilor
| Poz. | Constructor                  | AUS  | CHN§ | JPN | BHR  | SAU | MIA§ | EMR | MCO  | ESP  | CAN  | AUT | GBR | BEL§ | HUN | NLD | ITA | AZE | SGP | USA§ | CMX | SAP§ | LVG | QAT§ | ABU | Pct.   |
| Poz. | Constructor                  |      |      |     |      |     |      |     |      |      |      |     |     |      |     |     |     |     |     |      |     |      |     |      |     | Pct.   |
| ---- | ---------------------------- | ---- | ---- | --- | ---- | --- | ---- | --- | ---- | ---- | ---- | --- | --- | ---- | --- | --- | --- | --- | --- | ---- | --- | ---- | --- | ---- | --- | ------ |
| 1    | McLaren-Mercedes             | 1P R | 82R  | 2   | 3    | 4R  | 12R  | 2   | 1P R | 2    | 18   | 1P  | 1   | 32P  | 1   |     |     |     |     |      |     |      |     |      |     | 559    |
| 1    | McLaren-Mercedes             | 9    | 21P  | 3   | 1P R | 1   | 21   | 3P  | 3    | 1P R | 4    | 2R  | 2R  | 21   | 2   |     |     |     |     |      |     |      |     |      |     | 559    |
| 2    | Ferrari                      | 8    | 5DSC | 4   | 4    | 3   | 7    | 6   | 2    | 3    | 5    | 3   | 14  | 43   | 4P  |     |     |     |     |      |     |      |     |      |     | 260    |
| 2    | Ferrari                      | 10   | 1DSC | 7   | 5    | 7   | 38   | 4   | 5    | 6    | 6    | 4   | 4   | 7    | 12  |     |     |     |     |      |     |      |     |      |     | 260    |
| 3    | Mercedes                     | 3    | 43   | 5   | 2    | 5   | 43   | 7   | 11   | 4    | 1P R | 5   | 10  | 5    | 3R  |     |     |     |     |      |     |      |     |      |     | 236    |
| 3    | Mercedes                     | 4    | 76   | 6R  | 11   | 6   | 76   | Ab  | 18   | Ab   | 3    | Ab  | Ab  | 16R  | 10  |     |     |     |     |      |     |      |     |      |     | 236    |
| 4    | Red Bull Racing-Honda RBPT   | 2    | 34   | 1P  | 6    | 2P  | 4P   | 1R  | 4    | 10   | 2    | Ab  | 5P  | 14   | 9   |     |     |     |     |      |     |      |     |      |     | 194    |
| 4    | Red Bull Racing-Honda RBPT   | 12   | 616  | 12  | 9    | Ab  | 610  | 10  | 17   | 13   | 12   | 16  | 15  | 13   | 17  |     |     |     |     |      |     |      |     |      |     | 194    |
| 5    | Williams-Mercedes            | 5    | 7    | 9   | 12   | 9   | 5    | 5   | 9    | Ab   | Ab   | Ab  | 8   | 6    | 15  |     |     |     |     |      |     |      |     |      |     | 70     |
| 5    | Williams-Mercedes            | Ab   | 10   | 14  | Ab   | 8   | 9    | 8   | 10   | 14   | 10   | NS  | 12  | 618  | 14  |     |     |     |     |      |     |      |     |      |     | 70     |
| 6    | Aston Martin Aramco-Mercedes | 6    | 9    | 20  | 17   | 16  | 15   | 15  | 15   | NS   | 17   | 14  | 7   | 14   | 7   |     |     |     |     |      |     |      |     |      |     | 52     |
| 6    | Aston Martin Aramco-Mercedes | Ab   | Ab   | 11  | 15   | 11  | 516  | 11  | Ab   | 9    | 7    | 7   | 9   | 17   | 5   |     |     |     |     |      |     |      |     |      |     | 52     |
| 7    | Kick Sauber-Ferrari          | 7    | 15   | 16  | DSC  | 15  | 14   | 12  | 16   | 5    | 8    | 9   | 3   | 12   | 13  |     |     |     |     |      |     |      |     |      |     | 51     |
| 7    | Kick Sauber-Ferrari          | Ab   | 14   | 19  | 18   | 18  | Ab   | 18  | 14   | 12   | 14   | 8   | Ab  | 9    | 6   |     |     |     |     |      |     |      |     |      |     | 51     |
| 8    | Racing Bulls-Honda RBPT      | NS   | 11   | 8   | 13   | 10  | 11   | 9   | 6    | 7    | 16   | 12  | Ab  | 820  | 11  |     |     |     |     |      |     |      |     |      |     | 45     |
| 8    | Racing Bulls-Honda RBPT      | NS   | 616  | 17  | 16   | 12  | Ab   | 14  | 8    | 11   | Ab   | 6   | Ab  | 8    | 8   |     |     |     |     |      |     |      |     |      |     | 45     |
| 9    | Haas-Ferrari                 | 13   | 5    | 18  | 8    | 14  | 12   | Ab  | 7    | 16   | 9    | 10  | 13  | 515  | 16  |     |     |     |     |      |     |      |     |      |     | 35     |
| 9    | Haas-Ferrari                 | 14   | 8    | 10  | 10   | 13  | Ab   | 17  | 12   | 17   | 11   | 11  | 11  | 711  | Ab  |     |     |     |     |      |     |      |     |      |     | 35     |
| 10   | Alpine-Renault               | 11   | DSC  | 13  | 7    | Ab  | 813  | 13  | Ab   | 8    | 15   | 13  | 6   | 10   | 19  |     |     |     |     |      |     |      |     |      |     | 20     |
| 10   | Alpine-Renault               | Ab   | 13   | 15  | 14   | 17  | Ab   | 16  | 13   | 15   | 13   | 15  | NS  | 19   | 18  |     |     |     |     |      |     |      |     |      |     | 20     |
| Poz. | Constructor                  | AUS  | CHN§ | JPN | BHR  | SAU | MIA§ | EMR | MCO  | ESP  | CAN  | AUT | GBR | BEL§ | HUN | NLD | ITA | AZE | SGP | USA§ | CMX | SAP§ | LVG | QAT§ | ABU | Puncte |

| Legendă      | Legendă                                                |
| Culoare      | Rezultat                                               |
| ------------ | ------------------------------------------------------ |
| Auriu        | Câștigător                                             |
| Argintiu     | Locul 2                                                |
| Bronz        | Locul 3                                                |
| Verde        | Alte locuri care punctează                             |
| Albastru     | Alte locuri                                            |
| Albastru     | Nu s-a clasat, dar a terminat cursa (NC)               |
| Purpuriu     | A abandonat cursa (Ab)                                 |
| Negru        | Descalificat (DSC)                                     |
| Alb          | Nu a luat startul (NS)                                 |
| Roșu         | Nu s-a calificat (NSC)                                 |
| Fără culoare | Retras înainte de calificări (Ret)                     |
| Fără culoare | Exclus (EX)                                            |
| Fără culoare | Nu a participat (celulă goală)                         |
| Adnotare     | Însemnătate                                            |
| P            | Pole position                                          |
| R            | Cel mai rapid tur                                      |
| 1            | Poziția finală în cursa sprint                         |
| *            | Nu a terminat, dar a parcurs mai mult de 90% din cursă |

Note:
- Pozițiile sunt sortate după cel mai bun rezultat, rândurile nefiind legate de piloți. În caz de egalitate de puncte, cele mai bune poziții obținute au determinat rezultatul.
- § – Cursele sprint vor avea loc în cadrul a șase Mari Premii din sezon: China, Miami, Belgia, Statele Unite, São Paulo și Qatar.